# Google Family Link
Google Family Link е услуга за родителски контрол от Google, която позволява на родителите да коригират параметрите за устройствата на децата си.

## Описание
Услугата е пусната за първи път през март 2017 г. Към 2024 г. Family Link се предлага в 38 страни, включително и България.
Някои функции на Family Link включват ограничаване на различно съдържание като уебсайтове и приложения, управление на времето за използване, локализиране на телефони чрез GPS и изтегляне на приложения.
Друга възможност е ограничававето на стартирането на предварително инсталирани приложения на устройствата.